# Бесенбах
Бесенбах (њем. Bessenbach) општина је у њемачкој савезној држави Баварска. Једно је од 32 општинска средишта округа Ашафенбург. Према процјени из 2010. у општини је живјело 5.875 становника. Посједује регионалну шифру (AGS) 9671112.

## Географски и демографски подаци
Бесенбах се налази у савезној држави Баварска у округу Ашафенбург. Општина се налази на надморској висини од 195 метара. Површина општине износи 30,0 km².

## Становништво
У самом мјесту је, према процјени из 2010. године, живјело 5.875 становника. Просјечна густина становништва износи 196 становника/km².

## Међународна сарадња
| Мјесто | Држава    | Врста сарадње | Од    |
| ------ | --------- | ------------- | ----- |
|        | Француска | партнерство   | 1985. |
|        | Француска | партнерство   | 1985. |
|        | Француска | партнерство   | 1985. |
| Извор  |           |               |       |